# Фріц Райнгардт
Фріц Райнгардт (нім. Fritz Reinhardt; 3 квітня 1895, Ільменау — 17 червня 1969, Регенсбург) — державний діяч Німеччини, в 1933-1945 роках — статс-секретар міністерства фінансів, економіст, публіцист, організатор навчальних закладів. Гауляйтер Верхньої Баварії (1928—1930), обергруппенфюрер СА (1937).
Батько генерала бундесверу Клауса Райнгардта.

## Біографія
Початок Першої світової війни Фріц Райнгардт застає в Росії, в Ризі, де він проходить навчання ділового адміністрування. За розпорядженням уряду Райнгардта як громадянина Німеччини інтернують і направляють в Сибір. Повернувшись звідти, в 1919 році Райнгардт стає директором Тюрингської комерційної школи в Ільменау. У 1924 році в Герршингу він засновує першу в Німеччині школу дистанційного навчання ремісничих дисциплін. Також в ці роки він підробляє податковим інспектором в земельній канцелярії міністерства фінансів Тюрингії.
У жовтні 1926 року вступив у НСДАП (№ 45 959). Привернув до себе увагу глибокими знаннями в економіці та фінансах, а також ораторськими здібностями, завдяки чому його стали висувати на відповідальні посади. У 1924 рік році його призначають ортсгрупенляйтером (керівником міського осередку) в Герршингу. В 1927 році Фріц Райнгардт висувається на посаду бецірксляйтера (керівника групи районних організацій) південних районів Верхньої Баварії. У 1928 році Фріца Рейнгардта призначають гауляйтером Верхньої Баварії (на цій посаді він працює до 1930 року) і одночасно на посаду директора регіональної школи системи партійної агітації і пропаганди. У 1929 році створену ним комерційну школу Райнгардт повністю переорієнтували на підготовку ораторів-пропагандистів НСДАП. За 5 років роботи в цій школі під управлінням Райнгардта (до 1933 року) підготовлено і випущено 6 000 пропагандистів.
У 1930 році Фріц Райнгардт перемагає на місцевих виборах в рейхстаг, і після цього стає одним з кураторів фінансової проблематики в НСДАП з акцентом на пропагандистські аспекти. З жовтня 1930 до березня 1931 року Райнгардт є головним редактором щоденної газети «Der Donaubote», що виходить в Інгольштадті (заснована в 1927 році Л. Ліблом). Як пропагандист нацистської партії, ще до її приходу до влади Райнгардт займав крайні антирадянські, антикомуністичні позиції, які висловив у 48-сторінковій брошурі «Червона чума», яку він надрукував в 1930 році там же, де випускалася очолювана ним газета «Der Donaubote» (видавцем брошури Райнгардт вказав себе).
У 1933 році Райнгардту присвоюють чин группенфюрера СА і вводять до складу Штабу заступника фюрера Рудольфа Гесса.

### Програма Райнгардта
6 квітня 1933 року Фріц Рейнгардт отримує призначення в міністерство фінансів на посаду статс-секретаря, змінивши на цьому місці Артура Цардена. Міністр фінансів Людвіг Людвиг Шверин фон Крозиг запросив Цардена на цю посаду менше, ніж за рік до цього, 10 червня 1932 року. Однак Гітлера не влаштовувало, що Царден був одружений з єврейкою і сам сповідував юдаїзм, і тому на другу за значущістю посаду в міністерстві фінансів був негайно поставлений Райнгардт.
На новій посаді Райнгардт проявив не тільки свою кваліфікацію фінансиста, а й досвід організації навчальних закладів. У 1935 році за його пропозицією в Німеччині відкрилася мережа державних фінансових шкіл, де учні проходили підготовку з фінансів і системи податкового і митного оподаткування. Ще в жовтні 1934 року з моменту подачі був прийнятий §1 поправок до податкового кодексу, який проголошував, що цільова функція системи оподаткування — відповідати завданням курсу націонал-соціалістичної партії. До 1937 року за участю Райнгардт були розроблені і проведені в життя нові митні інструкції.
Попри великий обсяг роботи на відповідальній державній посаді, Райнгардт продовжував приділяти час написанню методичної літератури та редакційно-видавничій діяльності, досвід якої він здобув ще в роки Веймарської республіки. Він був видавцем «Deutschen Steuerzeitung» («Податкова газета») — «настільної книги» бухгалтерів і фінансистів Німеччини, для якої сам іноді писав статті.
Однак найбільшу популярність Райнгардт отримав в Німеччині як розробник і куратор програми по боротьбі з безробіттям, що отримала по його імені назва «Програма Райнгардта». Програма Райнгардта була великим інфраструктурним проєктом, де непрямі заохочувальні заходи (скорочення податків) використовувалися для стимулювання прямих капіталовкладень в суспільно-значущі проєкти — не тільки автобани, але і залізничні й водні шляхи сполучення. Побічним результатом цього проєкту стало зростання попиту населення Німеччини на автомобілі.
Підпис Райнгардта стоїть під деякими документами, що стосуються оприбуткування золота, вилученого після 1942 року в євреїв і інших репресованих націй. Однак питання про те, чиїм ім'ям названа «Операція Райнгард», в ході якої проводилося це вилучення, вважається дискусійним. 

### Денацифікація
У 1945 році Фріц Райнгардт був заарештований військами союзників і поміщений у в'язницю. 17 червня 1949 року визнаний винним і засуджений до 4 років примусової праці. За апеляцією в кінці 1949 року виконання вироку було відкладено, потім покарання скорочено до 3 років. В кінці 1950 року вирок визнаний остаточним і таким, що не підлягає оскарженню, проте з врахуванням терміну, реально відбутого в ув'язненні, Райнгардт був негайно звільнений. Було визнано, що головну свою роль в міністерстві фінансів Райнгардт грав тільки як експерт з фінансових питань, причому специфічної націленості на утиск євреїв він не мав і лише прагнув пом'якшити їхнє становище, а в усьому іншому підпорядковувався розпорядженням інших міністерств Третього Рейху.
У повоєнний час Райнгардт працював у фінансовій сфері як бухгалтер і фінансист.

## Нагороди
- Золотий партійний знак НСДАП
- Почесний кут старих бійців
- Золотий почесний знак Гітлер'югенду з дубовим листям
- Медаль «За вислугу років у НСДАП» в бронзі, сріблі та золоті (25 років)
- Хрест Воєнних заслуг 2-го і 1-го класу